# Limesring

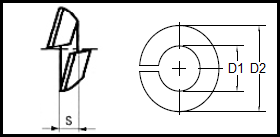
Limesring für eine Schraube
M 12x1,5 mit D1 = 12,5, D2 = 23 und S = 6 (alle Maße in mm)

Als Limesring bezeichnet man den Metallring oder Sprengring, der sich unter der Radmutter befindet, die das Fahrzeugrad am Fahrzeug zentriert und festhält. Dieser läuft zum Rad hin konisch zu und ist somit speziell für die Zentrierung des Rades am Fahrzeug zuständig. Er ist als Federring nach DIN 74361-C genormt und wird bei Oldtimern, Lkw, Land- und Baumaschinen verwendet.
Bei moderneren Radschrauben und Radmuttern ist dieser Konus am Schraubenkopf bzw. der Mutter angeformt, wodurch der Limesring entfällt.

## Belege
1. ↑  Norm und Größe
2. ↑  Abbildung vom Limesring